# Koba Gogoladze
Koba Gogoladze (in georgiano კობა გოგოლაძე?; Poti, 7 gennaio 1973) è un ex pugile georgiano.

## Palmarès

### Mondiali dilettanti
- 1 medaglia:
  - 1 bronzo (Budapest 1997 nei pesi leggeri)

### Europei dilettanti
- 1 medaglia:
  - 1 argento (Minsk 1998 nei pesi leggeri)